# Methanothrix soehngenii
Methanothrix soehngenii es una especie de arquea metanógena. Sus células no son móviles, ni forma esporas. Poseen forma de barra (0.8×2 μm) y usualmente combinen un extremo a otro en filamentos largos, rodeado por una estructura de funda. Llevan el nombre de N.L. Söhngen.

## Metabolismo
A diferencia de otras arqueas metanógenas, Methanothrix soehngenii no puede reducir dióxido de carbono con hidrógeno para producir metano.  Su sólo fuente de energía es acetato.

## Genoma
El ARNtala gen de Methanothrix soehngenii es diferente de los de otras arqueas en que codifica el término CCA 3′.

## Otras lecturas
- Jetten MS; Stams AJ; Zehnder AJ (octubre de 1989). «Isolation and characterization of acetyl-coenzyme A synthetase from Methanothrix soehngenii». Journal of Bacteriology 171 (10): 5430-5. PMC 210380. PMID 2571608. Consultado el 22 de julio de 2013.
- Jetten, M (1992). «Methanogenesis from acetate: a comparison of the acetate metabolism in Methanothrix soehngenii and Methanosarcina spp.». FEMS Microbiology Letters 88 (3-4): 181-197. ISSN 0378-1097. doi:10.1016/0378-1097(92)90802-U.
- Fathepure, Babu Z (1987) Factors Affecting the Methanogenic Activity of Methanothrix soehngenii VNBF. In: Applied and Environmental Microbiology, 53 (12). pp. 2978–2982.
- Touzel, Jean Pierre et al. "Description of a new strain of Methanothrix soehngenii and rejection of Methanothrix concilii as a synonym of Methanothrix soehngenii." International journal of systematic bacteriology 38.1 (1988): 30-36.
- Tindall, B.J.; Trueper, H.G. (julio de 2008). «Rejection of the genus name Methanothfiix with the species Methanothrix soehngenii Huser et al. 1983 and transfer of Methanothrix thermophila Kamagata et al. 1992 to the genus Methanosaeta as Methanosaeta thermophila comb. nov. Opinion 75». International Journal of Systematic and Evolutionary Microbiology 58 (7): 1753-1754. doi:10.1099/ijs.0.2008/005355-0. Archivado desde el original el 4 de enero de 2015. Consultado el 12 de noviembre de 2014.